# Табантал
Табанта́л (каз. Табантал) — село у складі Хромтауського району Актюбінської області Казахстану. Адміністративний центр Табантальського сільського округу.
Населення — 491 особа (2021; 502 у 2009, 784 у 1999, 920 у 1989).